# Alexeni, Ialomița
Alexeni este o comună în județul Ialomița, Muntenia, România, formată numai din satul de reședință cu același nume. Ea este amplasată la 65 km distanță de București și se află în apropierea orașului Urziceni.

## Geografie
Comuna se află pe malul stâng al Ialomiței, la est de Urziceni și este străbătută de șoseaua națională DN2A, care leagă Urziceni de Slobozia, precum și de calea ferată care leagă cele două orașe, linie pe care este deservită de gara Alexeni. La nord de satul de reședință, pe teritoriul comunei se află o bază aeriană cu un aerodrom.

## Demografie
Componența etnică a comunei Alexeni
     Români (83,21%)
     Romi (10,34%)
     Alte etnii (0,27%)
     Necunoscută (6,19%)
Componența confesională a comunei Alexeni
     Ortodocși (92,55%)
     Alte religii (0,99%)
     Necunoscută (6,46%)
Conform recensământului efectuat în 2021, populația comunei Alexeni se ridică la 2.215 locuitori, în scădere față de recensământul anterior din 2011, când fuseseră înregistrați 2.410 locuitori. Majoritatea locuitorilor sunt români (83,21%), cu o minoritate de romi (10,34%), iar pentru 6,19% nu se cunoaște apartenența etnică. Din punct de vedere confesional, majoritatea locuitorilor sunt ortodocși (92,55%), iar pentru 6,46% nu se cunoaște apartenența confesională.

## Politică și administrație
Comuna Alexeni este administrată de un primar și un consiliu local compus din 11 consilieri. Primarul, Vasile alecu[*], de la Partidul Național Liberal, este în funcție din octombrie 2020. Începând cu alegerile locale din 2024, consiliul local are următoarea componență pe partide politice:
|  | Partid                    | Consilieri | Componența Consiliului | Componența Consiliului | Componența Consiliului | Componența Consiliului | Componența Consiliului | Componența Consiliului |
|  | ------------------------- | ---------- | ---------------------- | ---------------------- | ---------------------- | ---------------------- | ---------------------- | ---------------------- |
|  | Partidul Național Liberal | 6          |                        |                        |                        |                        |                        |                        |
|  | Partidul Social Democrat  | 5          |                        |                        |                        |                        |                        |                        |

## Istorie
La sfârșitul secolului al XIX-lea, comuna Alexeni făcea parte din plasa Câmpului din județul Ialomița, și avea în compunere satele Alexeni și Pupăzeni, cu 1583 de locuitori. În comună funcționau două școli (una de băieți și una de fete) și două biserici. În 1925, Anuarul Socec arată că Alexeni făcea parte din plasa Urziceni și avea 2050 de locuitori în unicul său sat.
În 1950, comuna a intrat în componența raionului Urziceni din regiunea Ialomița și apoi (după 1952) din regiunea București. În 1968, s-a revenit la organizarea administrativă pe județe și comuna a fost inclusă în județul Ilfov. În 1981, după o reorganizare administrativă regională, comuna Alexeni a revenit la județul Ialomița.

## Monumente istorice
Cele două monumente de interes local sunt:
- Biserica "Sfântul Nicolae" datând din 1938 (https://m.crestinortodox.ro/biserici-manastiri/biserica-sfantul-nicolae-alexeni-67791.html) clasificată ca monument de arhitectură lista monumentelor istorice din județul Ialomița.
- Pe aceeaşi stradă puțin mai jos se află "Casa Alexeni", mic conac fermecător construit în 1928 după planurile lui Alexandru Ene. Remarcabilă este fațada în stil neo-bizantin pe care se observă o minunată galerie din fier forjat.

## Personalități
- Chira Apostol (Stoean) este o canotoare română, laureată cu aur la Los Angeles 1984